# アルダ・モレノ
アルダ・モレノ（Alda Moreno、1974年3月6日 - ）は、メキシコの女子プロレスラー。父は元レスラーでアレナ・アステカ・ブドーカンのプロモーターだったアルフォンソ・モレノ。モレノ4姉妹の四女で、上からロッシー、エステル、シンティア、アルダとなる。兄（シンティアとアルダの間）もオリエンタルのリングネームでルチャドールとして活躍している。イホ・デル・ドクトル・ワグナーは甥（ロッシーの息子）。夫はAAAの元ルチャドール。

## 経歴
1990年1月12日、実家のあるアレナ・アステカ・ブドーカンでルチャドーラデビュー。
1993年、タイガーウーマンに変身するが、首を痛め欠場、復帰後はEMLLで活動。
1996年、来日してJd'に参戦、エステルとの姉妹タッグや対決も実現。全日本女子プロレスにてマスクウーマン「ペケーニャ・アステカ」としてチャパリータASARIが持つWWWA世界スーパーライト級王座に挑戦。
帰国後はAAAに移籍。再び来日してアルシオンにも別のマスクで参戦。

## 得意技
- トペ・コンヒーロ
- ミステリオ・ラナ

## 参照
- 女子ガイコク人列伝（第31話）アルダ・モレノ - ロッシー小川ブログ